# Савоськин (хутор)
Савоськин — хутор в Зимовниковском районе Ростовской области. Административный центр Савоськинского сельского поселения.
Население - 967 (2010)

## История
Предположительно основан в конце XIX - начале XX века на свободных землях Сальского округа Области Войска Донского. Согласно Алфавитному списку населённых мест Области войска Донского 1915 года во временном поселении Савоськино, на войсковом участке № 9, проживало 129 душ мужского и 127 женского пола.
После революции население поселения резко выросло: согласно переписи населения 1926 года в хуторе Савоськин Курячанского сельсовета проживало 1032 жителя, из них 920 украинцев и 92 великоросса

## География
Хутор расположен на крайнем юго-востоке Зимовниковского района в пределах северной покатости Сальско-Манычской гряды, являющейся субширотным продолжением Ергенинской возвышенности, относящейся к Восточно-Европейской равнине, в балке Савоськина, являющейся правым притоком реки Большой Гашун, на высоте 145 м над уровнем моря. Рельеф местности - холмисто-равнинный. В балке Савоськина имеются пруды
По автомобильной дороге расстояние до Ростова-на-Дону составляет 350 км, до ближайшего города Волгодонск - 120 км, до районного центра посёлка Зимовники - 62 км.

### Климат
Климат умеренный континентальный (согласно классификации климатов Кёппена-Гейгера - Dfa). Среднегодовая температура воздуха положительная и составляет + 9,1 °C, средняя температура самого холодного месяца января - 5,1 °C, самого жаркого месяца июля +  23,7 °C. Расчётная многолетняя норма осадков - 404 мм. Наименьшее количество осадков выпадает в феврале и марте (по 25 мм), наибольшее в июне (48 мм).

### Улицы
- ул. Кирова,
- ул. Набережная,
- ул. Октябрьская,
- ул. Степная,
- ул. Тихая,
- ул. Центральная,
- пер. Восточный.

Часовой пояс
Савоськин, как и вся Ростовская область, находится в часовой зоне МСК (московское время). Смещение применяемого времени относительно UTC составляет +3:00.

## Население
Динамика численности населения
| 1915 | 1926 |
| ---- | ---- |
| 266  | 1032 |

| 2010 |
| ---- |
| 967  |